# Georges Tresallet
Georges Tresallet (Albertville, 7 novembre 1937) è un ex slittinista francese.

## Partecipazioni olimpiche
| Competizione | Pos. | Data             | Città    |
| ------------ | ---- | ---------------- | -------- |
| Singolo      | 29ª  | 4 febbraio 1968  | Grenoble |
| Doppio       | 11ª  | 18 febbraio 1968 | Grenoble |